# 7137 Ageo
A 7137 Ageo (ideiglenes jelöléssel 1994 AQ1) a Naprendszer kisbolygóövében található aszteroida. S. Otomo fedezte fel 1994. január 4-én.